# Оппенберг (Штирия)
Оппенберг (нем. Oppenberg (Steiermark)) — коммуна (нем. Gemeinde) в Австрии, в федеральной земле Штирия. 
Входит в состав округа Лицен.  Население составляет 270 человек (на 31 декабря 2005 года). Занимает площадь 92.81 км². Официальный код  —  61229.

## Политическая ситуация
Бургомистр коммуны — Франц Шраттенталер (OVL) по результатам выборов 2005 года.
Совет представителей коммуны (нем. Gemeinderat) состоит из 9 мест.
- Партия OVL занимает 5 мест.
- АНП занимает 3 места.
- СДПА занимает 1 место.